# Schönenbuch
Schönenbuch (toponimo tedesco) è un comune svizzero di 1 391 abitanti del Canton Basilea Campagna, nel distretto di Arlesheim.

## Storia
Il comune di Schönenbuch è stato istituito nel 1816 per scorporo da quello di Allschwil.

## Monumenti e luoghi d'interesse

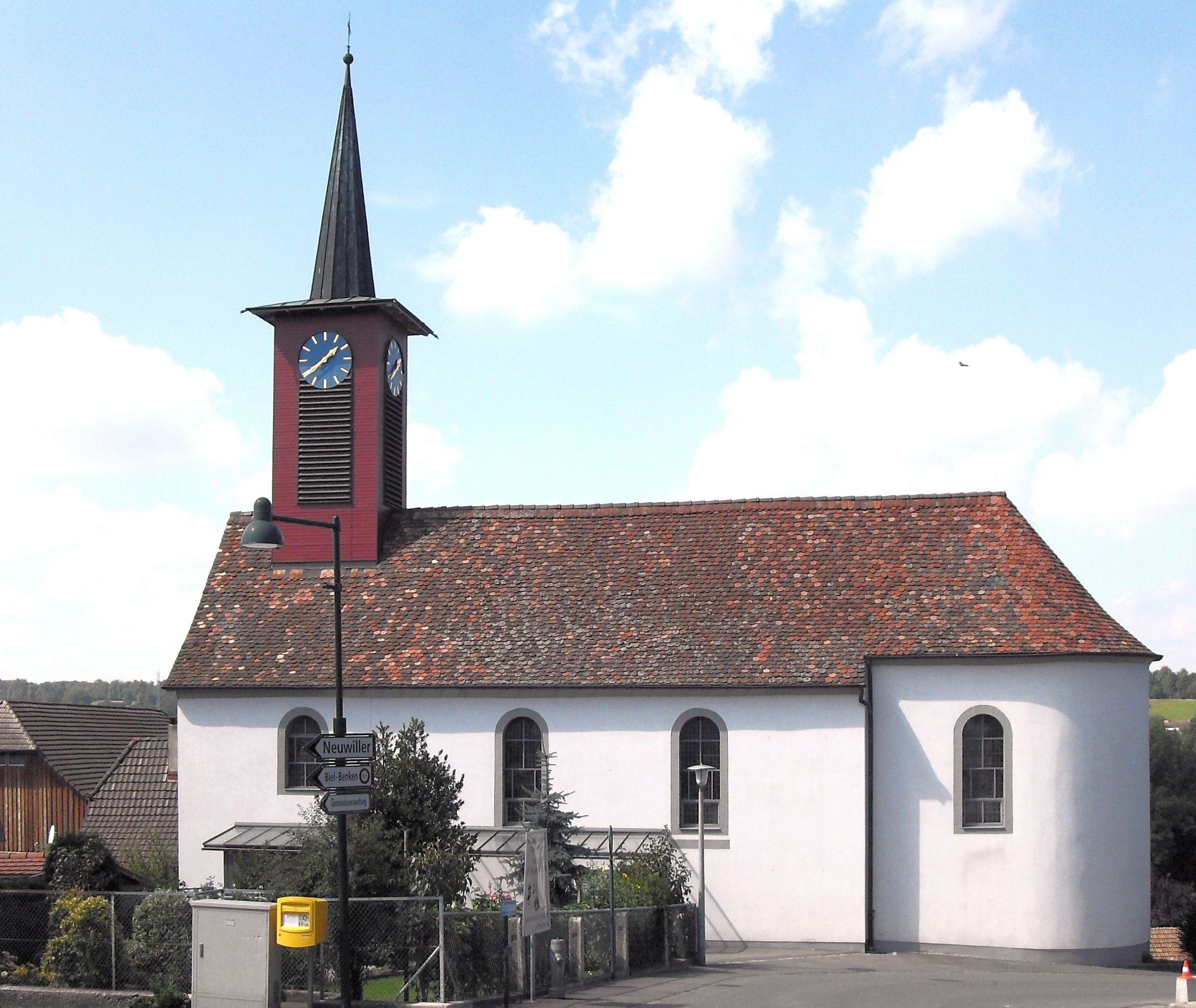
La chiesa cattolica di San Giovanni Battista

- Chiesa cattolica di San Giovanni Battista, eretta nel 1825[1].

## Società

### Evoluzione demografica
L'evoluzione demografica è riportata nella seguente tabella:
Abitanti censiti

## Amministrazione
Ogni famiglia originaria del luogo fa parte del cosiddetto comune patriziale e ha la responsabilità della manutenzione di ogni bene ricadente all'interno dei confini del comune.